# Уайт, Бриана
Бриа́на Уа́йт (англ. Briana White; род. 28 апреля 1992), также известна под ником TheStrangeRebel — американская актриса и стримерша, наиболее известная по озвучиванию Айрис Гейнсборо в играх медиафраншизы «Компиляция Final Fantasy VII».

## Биография

### Ранняя жизнь
Уайт выросла в округе Ориндж (штат Калифорния). В детстве она играла в приключенческие игры. Окончила Нью-Йоркский университет в мае 2013 года.

### Карьера
Уайт сыграла в нескольких кино-, теле- и театральных проектах, в частности у неё была: главная роль в независимом фильме ужасов 2015 года «Оккупанты» от режиссёра Расса Эмануэля, второстепенная роль в картине «Поп-звезда: Не переставай, не останавливайся» (2016) и эпизодическая роль в одном из эпизодов сериала «Мыслить как преступник: За границей» (2016—2017). В 2014 году Уайт сыграла Аврору в эпизоде «Белоснежка против Эльзы» сериала «Рэп-баттл принцесс». До того как стать актрисой озвучивания она проводила стримы на YouTube и Twitch под псевдонимом Strange Rebel Gaming.
В 2019 году Уайт получила свою первую роль в озвучивании — Айрис Гейнсборо в игре Final Fantasy VII Remake (2020). Критики высоко оценили её исполнение, в частности Майк Фэйи из Kotaku заявил, что Уайт помогла Айрис превратиться «из слабого персонажа в энергичную, остроумную и озорную молодую девушку, которой она всегда должна была быть». Актриса повторила эту роль в Crisis Core: Final Fantasy VII Reunion (2022) и Final Fantasy VII Rebirth (2024). Уайт была удостоена номинации на премию «Великий белый путь» за лучшее озвучивание в Remake в 2021 году и Golden Joystick Awards в категории «Лучший исполнитель второго плана» в Rebirth в 2024 году.